# Athanasios Vouros
Athanasios Vouros (in greco Αθανάσιος Βούρος?; Atene, 1871 – Atene, 14 maggio 1959) è stato uno schermidore greco.
Partecipò alle gare di scherma delle prime Olimpiadi moderne che si svolsero ad Atene nel 1896, nel fioretto, arrivando al quarto posto, dietro a Periklīs Pierrakos-Mauromichalīs perché aveva vinto solo un incontro, a differenza del connazionale, che ne aveva vinti due.